# Chouioia cunea
Chouioia cunea är en stekelart som beskrevs av Yang 1989. Chouioia cunea ingår i släktet Chouioia och familjen finglanssteklar.
Artens utbredningsområde är:
- Iran.
- Italien.

Inga underarter finns listade i Catalogue of Life.